# ۱۴۰ (پیش از میلاد)
۱۴۰ (پیش از میلاد) ۱۴۰مین سال قبل از تقویم میلادی است.